# Lady Bountiful
Lady Bountiful è un personaggio immaginario dei fumetti protagonista di una omonima serie a fumetti ideata da Gene Carr nel 1902 e prodotta saltuariamente fino al 1929; viene ritenuta storicamente importante per essere la prima serie a strisce giornaliere con un personaggio femminile come protagonista, quattro anni prima che Winsor McCay ideasse il personaggio di Hungry Henrietta negli Stati Uniti d'America e Maurice Languereau ed Émile-Joseph Pinchon creassero Bécassine in Francia. Il successo della serie portò alla produzione di una rappresentazione teatrale nel 1902 e di un film muto nel 1903.

## Storia editoriale
Il personaggio venne creato da Gene Carr il 2 ottobre 1901 per una serie che avrebbe dovuto fungere da riempitivo per l'edizione domenicale di alcune testate di William Hearst. Il nome venne ispirato dalla opera teatrale The Beaux' Stratagem di George Farquhar del 1707. Come la sua versione teatrale, il personaggio di Carr era una donna ricca e ben educata che impiegava le sue ricchezze per aiutare i bambini poveri. Il personaggio venne modellato sulla sorella maggiore di Carr, Irene. Carr venne poi assunto nel 1903 da Joseph Pulitzer e il personaggio venne pubblicato su The New York World, dove alla serie venne riservato uno spazio dedicato e non più impiegata come riempitivo degli spazi rimasti bianchi delle pagine. La serie tuttavia durò solo fino al 1905. Ma il personaggio non venne dimenticato e venne poi impiegato in altre serie di Carr dove fece dei cameo fino a quando il 28 febbraio 1915 ritornò protagonista di una propria serie che venne pubblicata fino al 1919; ci fu poi una terza serie distribuita da Philadelphia's Ledger syndicate dal 28 novembre 1926 e conclusa nel 1929.

## Altri media
- Rappresentazione teatrale nel 1902, scritta da Robert Davis, con le musiche di Louis Gottschalk e Jean Schwartz e Mamie Gilroy nel ruolo del personaggio; il personaggio venne poi interpretato anche da Lillian Russell.[1]
- Film muto nel 1903.[1]